# 1537 Transylvania
1537 Transylvania eller 1940 QA är en asteroid i huvudbältet, som upptäcktes den 27 augusti 1940 av den ungerska astronomen Gyula Strommer i Budapest. Den har fått sitt namn efter Transsylvanien.
Asteroiden har en diameter på ungefär 20 kilometer.